# Колеверде II (Рим)
Колеверде II је насеље у Италији у округу Рим, региону Лацио.
Према процени из 2011. у насељу је живело 4175 становника. Насеље се налази на надморској висини од 90 м.